# Tarquinio Sini
Tarquinio Sini (Sassari, 27 marzo 1891 – Cagliari, 17 febbraio 1943) è stato un illustratore e pubblicitario italiano.

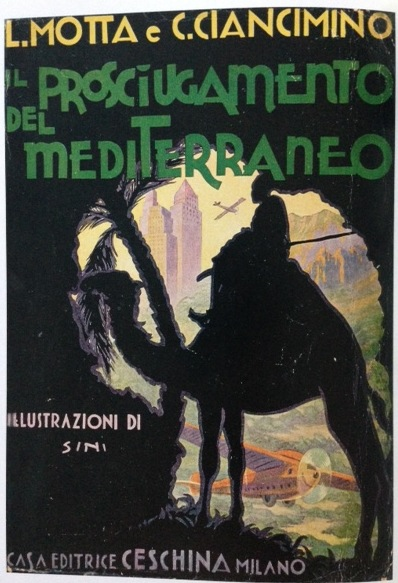
Copertina del romanzo Il prosciugamento del Mediterraneo (1931) di Luigi Motta e Calogero Ciancimino, illustrato da Tarquinio Sini.

È stato anche un famoso e apprezzato grafico caricaturista.

## Biografia
Nato a Sassari nel 1891, nel primo Novecento si trasferì con la sua famiglia a Cagliari, dove entrò in contatto con i più importanti artisti della città e intraprese lo studio della grafica. 
Nel 1910 si trasferì a Torino, ed ebbe inizio così una serie di collaborazioni con testate satiriche come vignettista e un'attività di cartellonista per l'industria cinematografica, che in Italia vide la luce proprio in quegli anni e in quella città.
Esordì con la vignetta Una bonne inesperta sul giornale Il Pasquino, di cui in seguito diventò direttore. Lavorò anche come sceneggiatore e scenografo sia a Torino che a Roma. A Roma è in contatto con altri artisti sardi tra cui Mario Mossa De Murtas.
A metà degli anni venti fa ritorno in Sardegna, dove trova un clima assai diverso da quello che ben conosceva: l'arte isolana è spaccata tra i tradizionalisti, che puntano ad una rielaborazione degli antichi motivi e stili sardi, e coloro che invece sostengono e si ispirano ai movimenti artistici più moderni. 
Senza dubbio Sini, col suo stile moderno e all'avanguardia, è tra questi ultimi e, sebbene non creda in un'arte sarda, con la realizzazione delle venticinque tempere Contrasti dimostra di aver trovato la componente che da qui in poi lo caratterizzerà: egli rappresenta nelle sue opere il contrasto fra tradizione e modernità mettendo fianco a fianco disinibite e sofisticate cittadine con timorate desulesine, austere madri di famiglia, tenores e mamuthones. Collabora inoltre con le più svariate riviste nascenti in quel periodo nell'isola.
La sua prima esposizione cagliaritana risale al 1927 e il successo da questa derivato lo portò a realizzare numerose copie e variazioni sul tema, attraverso la moderna forma della cartolina. Nel frattempo si dedica alla grafica pubblicitaria, realizzando svariati manifesti e calendari, sia nella penisola che nella sua terra natìa. Soggiorna a Teulada nel 1929. Nel 1930 si trasferisce a Milano, dove lavora come illustratore pubblicitario e di libri per bambini.

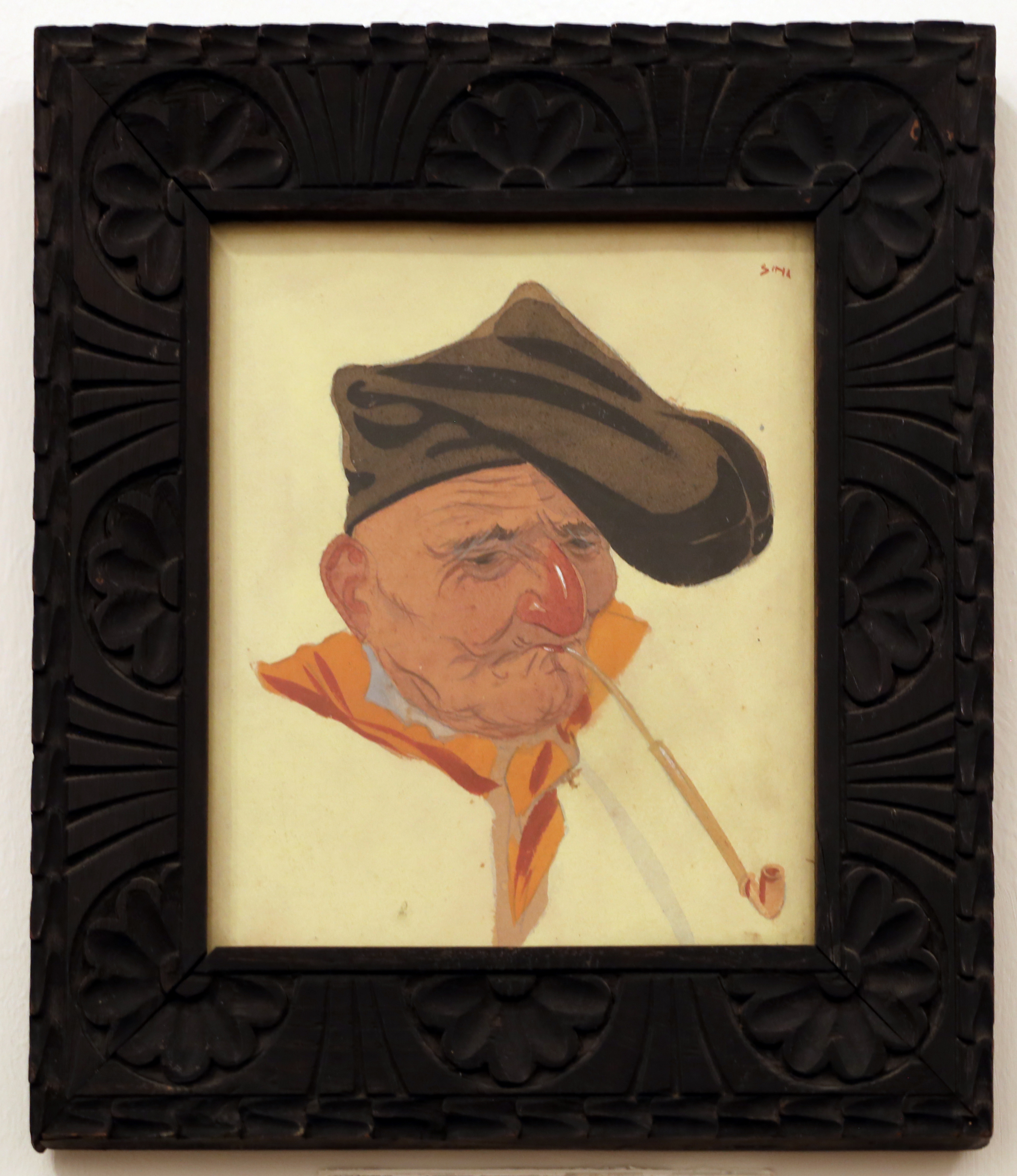
Testa di vecchio

Muore a Cagliari nel febbraio del '43 all'età di cinquantadue anni, sotto il primo bombardamento su Cagliari, colpito da uno spezzone mentre cercava riparo presso la cripta della chiesa di Santa Restituta, utilizzata come rifugio durante la seconda guerra mondiale. È sepolto nel cimitero monumentale di Bonaria.
Si trovano alcune sue opere al Museo MAN di Nuoro, a Cagliari nella Galleria comunale d'arte e presso la collezione sarda "Luigi Piloni" e al Museo civico di Treviso.